# Норберт Мазань
Норберт Мазань (угор. Norbert Mazány; нар. 19 лютого 1978) — колишній угорський тенісист.
Найвищу одиночну позицію світового рейтингу — 455 місце досяг 18 вересня 2000, парну — 1010 місце — 22 лютого 1999 року.

## Титули ITF Ф'ючерс

### Одиночний розряд: (1)
| Ранг | Дата     | Турнір           | Покриття | Суперник     | Рахунок     |
| ---- | -------- | ---------------- | -------- | ------------ | ----------- |
| 1.   | Січ 2000 | Франція F2, Анже | Ґрунт    | Ніколя Кутло | 6–4, 7–6(9) |